# Жашков
Жашков (слч. Žaškov) насељено је мјесто са административним статусом сеоске општине (слч. obec) у округу Долни Кубин, у Жилинском крају, Словачка Република.

## Становништво
| Година:    | 1994. | 2004.   | 2014.   | 2024.   |
| ---------- | ----- | ------- | ------- | ------- |
| Број људи: | 1732  | 1705    | 1592    | 1621    |
| Разлика:   |       | -1,55 % | -6,62 % | +1,82 % |

| Година:    | 2023. | 2024.   |
| ---------- | ----- | ------- |
| Број људи: | 1641  | 1621    |
| Разлика:   |       | -1,21 % |

Према подацима о броју становника из 2011. године насеље је имало 1.633 становника.